# Piigandi järv
Piigandi järv är en sjö i Estland. Den ligger i landskapet Põlvamaa, i den södra delen av landet, 200 km sydost om huvudstaden Tallinn. Piigandi järv ligger 125 meter över havet. Arean är 0,32 kvadratkilometer. I omgivningarna runt Piigandi järv växer i huvudsak blandskog. Den sträcker sig 1,2 kilometer i nord-sydlig riktning, och 1,0 kilometer i öst-västlig riktning.